# Marvin De Lima
Pour les articles homonymes, voir Lima (homonymie).
Marvin De Lima, né le 19 avril 2004 à Bayonne  (Pyrénées-Atlantiques), est un footballeur professionnel français qui évolue en tant que ailier gauche à l'Aviron bayonnais.

## Biographie

### Formation
Natif de Bayonne,  Marvin De Lima, est formé à l’Elan Boucalais, club du Boucau, dans les Landes. De Lima rejoint en 2017 le club anglais de Dagenham & Redbridge FC, puis revient en France à l’Aviron bayonnais.  En 2020, il intègre le centre de formation des Girondins de Bordeaux.

### Girondins de Bordeaux
Le 6 août 2022, il fait ses débuts professionnels en Ligue 2 lors de la saison 2022-2023 contre le Rodez AF, entrant en jeu à la 88e minute et marquant deux minutes plus tard le troisième but bordelais (victoire 3-0),.   
De Lima est le joueur le plus rapide à marquer lors de ses débuts avec Bordeaux depuis 2006, et le sixième à réussir cet exploit en entrant comme remplaçant. 
Agé de 18 ans, De Lima engrange du temps de jeu sous les ordres d'Albert Riera, faisant preuve de polyvalance en étant aligné au poste de latéral gauche.
En janvier 2023, il signe un premier contrat professionnel de trois ans. De Lima dispute 15 rencontres lors de la saison 2023-2024. En fin de saison, les Girondins de Bordeaux sont relégués en National 2 2025-2026 et placés en redressement judiciaire. De Lima se retrouve libre de tout contrat.

### Paris 13 Atletico et Aviron bayonnais
Sans club durant la première partie de la saison 2024-2025, De Lima s'engage en janvier 2025 avec le Paris 13 Atletico, promu en National,  pour un contrat d'une saison et demie. Il fait ses débuts lors d’un derby face au FC Versailles, disputant ce qui restera sa seule apparition sous le maillot du club.
La saison suivante, il s’engage avec l’Aviron bayonnais Football Club, promu en National 2 2025-2026.

## Carrière internationale
En 2022, De Lima est convoqué avec la France -19 ans, disputant deux rencontres et marquant un but face à l’Islande.  
En 2023, il est sélectionné en France -20 ans où il inscrit un but lors de sa seule apparition.

## Style de jeu
Gaucher technique, De Lima se distingue par sa qualité de passe et sa capacité à créer des décalages offensifs. 